# Lagunillas (Cordillera)
Lagunillas ist eine Ortschaft im Departamento Santa Cruz im südamerikanischen Anden-Staat Bolivien.

## Lage im Nahraum
Lagunillas ist der zentrale Ort des Municipio Lagunillas in der Provinz Cordillera. Die Ortschaft liegt auf einer Höhe von 917 m in einem rechten Seitental des Río Ñancahuazú, der zum Río Grande hin entwässert.

## Geographie
Lagunillas liegt im Bereich des tropischen Klimas, die sechsmonatige Feuchtezeit reicht von November bis April und die Trockenzeit von Mai bis Oktober.
Die Jahresdurchschnittstemperatur beträgt 23 °C, mit 17 bis 18 °C von Juni bis Juli und über 26 °C von November bis Dezember (siehe Klimadiagramm Camiri). Der Jahresniederschlag beträgt knapp 900 mm, feuchteste Monate sind Dezember und Januar mit 175 mm und trockenste Monate Juli und August mit knapp 10 mm.

## Geschichte
Im Jahr 1780 wurde in der Region Lagunillas durch die Kolonialverwaltung ein Posten gegründet, um die Besiedlung mit kreolischen Viehzüchtern voranzutreiben. Am 24. April 1855 wurde Lagunillas offiziell gegründet und erhielt 1864 den Status der Hauptstadt der Provinz Cordillera.
Die Gemeinde erlangte im 20. Jahrhundert einen gewissen Bekanntheitsgrad, als der Revolutionär Che Guevara Ende 1966 hier mit seiner Guerillatätigkeit begann und in der Nähe einer nördlich gelegenen Siedlung am Río Ñancahuazú ein Basislager aufschlug.

## Verkehrsnetz
Lagunillas liegt in einer Entfernung von 277 Straßenkilometern südlich von Santa Cruz, der Hauptstadt des gleichnamigen Departamentos.
Von Santa Cruz führt die asphaltierte Nationalstraße Ruta 9 in südlicher Richtung über Cabezas und Ipitá bis zum Abzweig der Ruta 6 bei der Ortschaft Ipatí, 32 Kilometer nördlich von Camiri. Von Ipatí aus führt die Ruta 6 nach Nordwesten und erreicht nach 22 Kilometern Lagunillas.

## Bevölkerung
Die Einwohnerzahl der Ortschaft ist in den vergangenen beiden Jahrzehnten etwa gleich geblieben:
| Jahr | Einwohner | Quelle       |
| ---- | --------- | ------------ |
| 1992 | 1017      | Volkszählung |
| 2001 | 1258      | Volkszählung |
| 2012 | 1002      | Volkszählung |
| 2024 |           | Volkszählung |

Die Region weist einen hohen Anteil an Guaraní-Bevölkerung auf, im Municipio Lagunillas sprechen 52,8 Prozent der Bevölkerung Guaraní.